# Kultura pieńkowska
     kultura praska
     kultura pieńkowska
     Pierwotne siedziby Gotów (Götaland)
     Gotlandia
     kultura wielbarska
     kultura czerniachowska
     Imperium Romanum

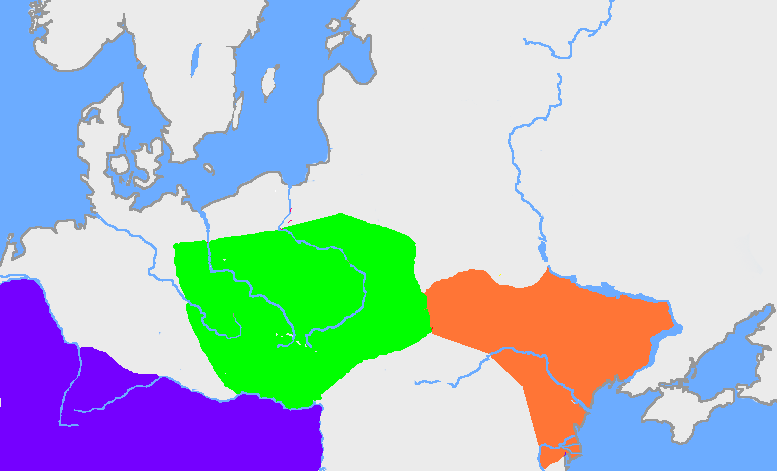
Kultury archeologiczne V wieku n.e.
kultura praska
kultura pieńkowska

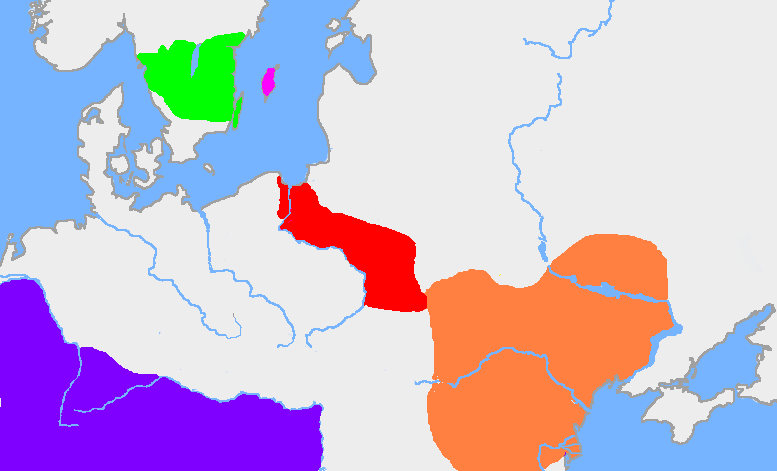
Kultury archeologiczne w III wieku
Pierwotne siedziby Gotów (Götaland)
Gotlandia
kultura wielbarska
kultura czerniachowska
Imperium Romanum

Kultura pieńkowska (ang. Pen'kovka culture) – kultura archeologiczna wczesnego średniowiecza rozwijająca się między V–VII w. n.e., na terenach obecnej środkowej i południowej Ukrainy od środkowego Dniestru po lewobrzeże środkowego Dniepru.
W VI w. n.e. kultura ta przeniknęła na wschodnie tereny Rumunii w dorzecze dolnego Dunaju.
Nazwa kultury pochodzi od eponimicznego stanowiska archeologicznego w miejscowości Pieńkiwka (ukr. Пeнькiвкa) na Ukrainie, niedaleko Winnicy. 
Kultura pieńkowska rozwinęła się na bazie wcześniejszej kultury kijowskiej w dorzeczu środkowego naddnieprza. 
Na kulturę pieńkowską wpłynęły w znaczącym stopniu koczownicze plemiona Antów wspomniane w kronice Jordanesa. 
Na obszarze zajmowanym przez kulturę pieńkowską między VIII/IX w. n.e. wykształciły się następnie kultury archeologiczne Słowian wschodnich.
Cechy charakterystyczne:
- bogate znaleziska tzw. darów grobowych, m.in. brązowych i srebrnych ozdób oraz części stroju, skarby na terenie grodzisk